# Championnat de Serbie de football de deuxième division
La Première ligue serbe (en serbe : Прва лига Србије / Prva liga Srbije) est une compétition serbe de football fondée en 2006 après la séparation de la Serbie et du Monténégro. Elle constitue la deuxième division du football professionnel serbe et succède en partie à l'ancienne deuxième division de la Serbie-et-Monténégro (en).
Le nombre d'équipes prenant au championnat varie selon les saisons, atteignant un maximum de 20 participants lors de sa première édition en 2006-2007 avant de d'adopter un format à seize équipes au cours des années 2010.
Le nombre d'équipes promues et reléguées est là encore variable selon les éditions. Au moment de la saison 2021-2022, les deux premiers du championnat montent directement en première division tandis que le troisième et le quatrième prennent part à un barrage face aux deux barragistes de l'échelon supérieur pour déterminer les deux derniers participants à l'élite. À l'autre bout du classement, les quatre derniers sont directement relégués en troisième division.

## Histoire
La création de la deuxième division serbe fait suite à la dissolution de l'ancienne Serbie-et-Monténégro en 2006. Dans les faits, le championnat de deuxième division (en) de ce même pays avait déjà été divisé en deux groupes distincts lors de sa dernière édition en 2004-2005, l'un concernant les clubs serbes et l'autres ceux du Monténégro.
L'édition 2019-2020 est marquée par la suspension du championnat, courant mars, en raison de la pandémie de maladie à coronavirus. Une reprise est programmée pour le 30 mai.

## Palmarès
| Saison    | Clubs | Champion              | Autre(s) promu(s)                                                             |
| --------- | ----- | --------------------- | ----------------------------------------------------------------------------- |
| 2006-2007 | 20    | Mladost Lučani        | FK Čukarički Napredak Kruševac                                                |
| 2007-2008 | 18    | Javor Ivanjica        | FK Jagodina Rad Belgrade                                                      |
| 2008-2009 | 18    | BSK Borča             | FK Smederevo Mladi Radnik (en) Spartak Zlatibor Voda Metalac Gornji Milanovac |
| 2009-2010 | 18    | FK Inđija             | FK Sevojno                                                                    |
| 2010-2011 | 18    | BASK Belgrade         | Radnički 1923 FK Novi Pazar                                                   |
| 2011-2012 | 18    | Radnički Niš          | Donji Srem                                                                    |
| 2012-2013 | 18    | Napredak Kruševac     | FK Čukarički                                                                  |
| 2013-2014 | 16    | Mladost Lučani (2)    | Borac Čačak                                                                   |
| 2014-2015 | 16    | Radnik Surdulica      | Javor Ivanjica Metalac Gornji Milanovac                                       |
| 2015-2016 | 16    | Napredak Kruševac (2) | OFK Bačka                                                                     |
| 2016-2017 | 16    | Mačva Šabac           | FK Zemun                                                                      |
| 2017-2018 | 16    | Proleter Novi Sad     | Dinamo Vranje                                                                 |
| 2018-2019 | 16    | TSC Bačka Topola      | Javor Ivanjica FK Inđija                                                      |
| 2019-2020 | 16    | Zlatibor Čajetina     | OFK Bačka Metalac Gornji Milanovac FK Novi Pazar                              |
| 2020-2021 | 18    | Radnički 1923         | FK Kolubara                                                                   |
| 2021-2022 | 16    | Mladost Novi Sad      | Javor Ivanjica                                                                |
| 2022-2023 | 16    | FK IMT                | FK Železničar Pančevo (en)                                                    |
| 2023-2024 | 16    | OFK Beograde          | FK Jedinstvo Ub FK Tekstilac Odžaci                                           |
| 2024-2025 | 16    | Radnik Surdulica (2)  | FK Javor Ivanjica FK Mladost Novi Sad                                         |

1. ↑  Malgré sa victoire en championnat, le BASK Belgrade refuse la promotion pour des raisons financières au terme de la saison 2010-2011.